# 吳展良
吳展良（1958年—），為臺灣歷史學家，前臺灣大學歷史學系系主任，現任臺大歷史系教授。
出生於臺灣臺北，臺灣大學機械系畢業，獲國立臺灣大學歷史系碩士；美國耶魯大學歷史系文科碩士、哲學碩士；歷史系博士。
曾任中華書局《大英百科全書》編審；美國耶魯大學歷史系全職教學助教；美國馬里蘭大學客座副教授；國立臺灣大學歷史系講師、副教授、教授；美國芝加哥大學訪問教授；國立臺灣大學東亞文明中心分項計畫主持人；國立臺灣大學歷史系主任兼所長。
師承錢穆、杜維運、余英時、史景遷，專長為中國近現代思想史、西洋近現代思想史、宋代學術與思想史。現在從事於「中國的第三期建國與立國」的國家型態理論建構，所謂「建國與立國」是包含政治、經濟、社會與文化等各方面的全面重組。吳展良主張夏商周時代是中國的第一期建國時期，戰國至秦是中國的第二期建國時期，中國的第三期建國種子埋於明代，而在晚清民國受到衝擊後，開始建立起新的國家型態。

## 作品
- 主編《東亞傳統思維方式與學術語言的基本特性論集》（台北：臺大出版中心，2010）
- 主編《東亞近世世界觀的形成》（台北：臺大出版中心，2007）
- 《中國現代學人的學術性格與思維方式論集》（臺北：五南圖書公司，2000）。
- 《分流教育的改革：理論、實務與對策》（與黃俊傑、陳昭瑛合著；臺北：行政院教育改革審議委員會，1996）。
- “Western Rationalism and the Chinese Mind: Counter-Enlightenment and Philosophy of Life in China, 1915-27”,（Yale University PhD Dissertation, Michigan University Microfilm, 1993）
- 〈朱子理學與史學研究〉（國立臺灣大學碩士論文，1985）。

## 外部連結
- 台灣大學歷史學系（页面存档备份，存于）
- 吳展良的BLOG（页面存档备份，存于）
- 吳展良的Youtube頻道（页面存档备份，存于）